# Исполнитель желаний
«Исполнитель желаний» (англ. Wishmaster) — американский фильм ужасов с элементами чёрного юмора 1997 года режиссёра Роберта Куртцмана о злобном джинне, который пытается захватить душу пробудившей его женщины.

## Сюжет
Тэглайн: «Будь осторожен в своих желаниях».
Однажды, ещё до сотворения мира, бог вдохнул жизнь во вселенную. И свет дал жизнь ангелам. И земля дала жизнь человеку. И огонь дал жизнь джиннам, существам обреченным на жизнь в пустоте между мирами. Тот, кто разбудит джинна, получит право на исполнение своих любых трёх желаний. Как только будет выполнено третье желание, дьявольские легионы джиннов выйдут на землю. Бойтесь только одного… Бойтесь джинна.
В 1127 году царь Персии, освободивший джинна, загадал своё первое желание: увидеть чудеса. Все подданные во дворце начинают умирать или превращаться в чудовищ. Зороастр, придворный маг правителя Персии, в последний момент останавливает царя от загадывания следующего второго желания, а затем заключает джинна в огненный опал, который замуровывают в статуе бога  Ахура-Мазда.
Через 870 лет коллекционер Реймонд Бомонт (Роберт Инглунд) привозит статую в Лос-Анджелес. По вине пьяного крановщика статуя разбивается и становится причиной смертельного несчастного случая (Тед Рейми), а опал попадает в руки одного из рабочих. Хозяин антикварного магазина (Крис Леммон) отдаёт камень своему лучшему оценщику, Алекс Эмберсон (Тэмми Лорен), и девушка случайно пробуждает джинна к жизни.
Джинн исполняет любые желания, забирая в обмен душу. Чтобы освободить своих братьев из пустоты между мирами и установить на Земле правление зла, ему нужно исполнить любые три желания человека, пробудившего его ото сна. Обладая неограниченной властью и злой волей, джинн оборачивает против встреченных им людей их собственные желания. Бездомный мечтал, чтобы его недруг умер от рака — он тут же умирает в страшной агонии (но бездомный не желал его смерти всерьёз); раненый друг Алекс (Тони Крейн) лишается жизни, пожелав избавиться от боли; работник медицинской школы, увидевший лицо джинна, пожелал не видеть этого ужаса, и джинн лишил его глаз; женщина-продавец в магазине одежды обращается в манекен, поддавшись искушению джинна о вечной красоте; детективу хотелось окончательно посадить одного бандита за решетку за убийство первой степени — последний внезапно открывает пальбу из пистолета прямо в полицейском участке, что приводит к смерти двух человек и смерти бандита; охранник, пообещав пропустить джинна только через собственный труп, превращается в изображение на стеклянной двери, которая разбивается после того как демон проходит сквозь неё, как через стенку мыльного пузыря; мать антиквара погибает в авиакатастрофе, оставив огромное наследство, после того, как её сын захотел получить миллион долларов. Позднее, после того как джинн говорит «Я хочу получить то, что мне принадлежит!», его жертвы, успевшие получить желанное, лишаются душ.
Джинн преследует Алекс, сначала приняв образ Натаниэля Демереста, труп которого он находит в морге, а затем Уэнди Дерлет, специалистки по фольклору (Дженни О’Хара). Поняв, что у неё нет выбора, Алекс начинает загадывать желания. Смерть джинна оказывается неосуществимым желанием, поскольку джинн бессмертен, и не входит в число трёх отведённых. Пожелав знать своего врага, Алекс попадает в другое измерение внутри опала, где видит мучения загадавших желания.
Пожелав оказаться дома без джинна, девушка по возвращении находит записку от Шэннон, в которой она написала, что уехала на вечеринку к Бомонту. Как только Алекс прочитала записку, за её спиной зазвонил телефон и прозвучала запись с автоответчика, в которой джинн сказал, что ему осталось исполнить её одно желание, и «куда бы она ни пошла, он там будет, где бы она ни была, он её найдёт». Приехав на вечеринку, она увидела недалеко от входа в дом джинна в облике Демереста. Она попросила охранника у двери задержать «человека». Джинн предложил охраннику заняться более интересной работой, чем его нынешняя работа. После того, как на вопрос «Хотел ли бы ты освободиться?», джинн получил положительный ответ, он поместил охранника в смирительной рубашке в стеклянный ящик, наполненный водой, и сказал, что Гудини делал это (освобождался) за две с половиной минуты.
Неосторожно брошенное желание устроить вечеринку, похожую на «последнюю вечеринку монарха, о которой вспоминали веками», превращает вечеринку Реймонда Бомонта в кошмар. Джинн пытается заставить Алекс загадать последнее третье желание. Для этого он показывает ей «новый предмет в коллекции Бомонта», картину работы демона «Сестра, почему ты меня бросила?», в которой заточена Шэннон, а затем добавляет на полотно изображение пожара (за пять лет до событий фильма в огне погибли родители сестёр), подталкивая Алекс, чтобы она загадала последнее третье желание. Но последнее третье желание оказывается для него роковым: девушка желает, чтобы портовый крановщик Микки не пил на работе два дня назад. Поскольку джинн не может не исполнить загаданного, все события оборачиваются вспять: статуя остаётся невредима, и джинн не освобождается из опала.

## В ролях
| Актёр           | Роль                      |
| --------------- | ------------------------- |
| Тэмми Лорен     | Александра Эмберсон       |
| Эндрю Дивофф    | джинн, Натаниэль Демерест |
| Крис Леммон     | Ник Мерритт               |
| Уэнди Бенсон    | Шэннон Эмберсон           |
| Тони Крейн      | Джош Эйкман               |
| Дженни О’Хара   | профессор Уэнди Дерлет    |
| Кейн Ходдер     | охранник Мерритта         |
| Тони Тодд       | Джонни Валентайн          |
| Роберт Инглунд  | Реймонд Бомонт            |
| Рикко Росс      | лейтенант Натансон        |
| Джон Байнер     | Дуг Клегг                 |
| Бак Флауэр      | бездомный                 |
| Реджи Бэннистер | фармацевт из аптеки       |
| Гретхен Палмер  | Ариэлла                   |
| Тед Рейми       | Эд Финней                 |
| Ангус Скримм    | голос за кадром           |
| Джозеф Пилато   | Микки Торелли             |

## История создания
«Исполнитель желаний» стал вторым фильмом Роберта Куртцмана, более известного как специалиста по визуальным эффектам, спецэффектам и гриму. До этого он снял только фильм в жанре фэнтэзи «Разрушительница». Куртцман также принял участие и в работе над спецэффектами.
В небольших ролях в фильме появилось большое количество актёров, известных по участию в знаменитых фильмах ужасов. Роберт Инглунд, известный по роли Фредди Крюгера в серии фильмов «Кошмар на улице Вязов», выступил как коллекционер антиквариата. Ангус Скримм, сыгравший Высокого Человека в серии фильмов «Фантазм», прочитал вступительные слова. Кейн Ходдер, исполнивший роль Джейсона Вурхиза в фильме «Пятница, 13-е», изобразил охранника. Также в фильме сыграли Тони Тодд («Ночь живых мертвецов» и «Кэндимэн»), Реджи Бэннистер («Фантазм»), Тед Рейми («Человек тьмы», «Армия тьмы»), Рикко Росс («Чужие»). Бак Флауэр, известный по ролям второго плана во множестве фильмов ужасов, в основном режиссёра Джона Карпентера, вновь сыграл персонажа второго плана, бездомного, ставшего случайной жертвой джинна.
Режиссёру и членам съёмочной группы в свою очередь достались камео. Например, Роберт Куртцман изобразил человека, погибшего от струн пианино.
Фамилии многих персонажей взяты у знаменитых авторов литературы ужаса и научной фантастики 1950-х годов: Чарльза Бомонта, Джека Финнея, Августа Дерлета.

## Кассовые сборы
При бюджете около 5 млн долларов кассовые сборы в США составили более 15 000 000 долларов, втрое превысив первоначальные вложения.

## Награды и номинации
В 1997 году «Исполнитель желаний» был номинирован как лучший фильм на Международном каталонском кинофестивале, а в 1998 году видео-издание фильма получило номинации на премию «Сатурн» в категории «Лучшее домашнее видео».

## Продолжения
В 1999, 2001 и 2002 годах вышли три продолжения непосредственно на видео. Эндрю Дивофф вернулся к своей роли джинна в фильме Джека Шолдера «Исполнитель желаний 2». Низкобюджетные «Исполнитель желаний 3» и «Исполнитель желаний 4» режиссёра Криса Энджела были сняты в Канаде, практически без перерыва (съёмки «Исполнителя желаний 4» начались через два дня после окончания съёмок предыдущего фильма). На этот раз в роли джинна выступил актёр Джон Новак.